# バーガータイム
『バーガータイム』 (Burgertime) は、1982年にデータイーストから発売されたアーケード用アクションゲーム。デコカセットシステムを使用。最初に日本国内で発売された本作の題名は『ハンバーガー』であったが、日本国外版では商標問題を避ける目的で『バーガータイム』と改名してリリースしている。以後、バンダイから発売されたLSIゲーム版をはじめ、国内の移植版も含めて作品タイトルは全て現在の題名で統一されている。
日本や北米にて各種ホビーパソコンやコンシューマーゲームに移植された他、携帯電話ゲームとして配信された（#他機種版）。

## システム
コックの姿をした主人公のピーターペッパーをレバー操作で移動し、巨大なハンバーガーの具材の上を歩き重みをかけて落下させる固定画面のアクションゲーム。具材（バンズ）をすべて落としてバーガーを全て完成させれば1面クリアとなる。
フィールド内にはピクルス、目玉焼き、ウインナーがピーターペッパーの敵キャラクターとして徘徊しており、ピーターペッパーが敵に触れるとミスになり、あるいは残機がゼロになるとゲームオーバー。ただし、ミスの演出中にも具材は落下し続けるので、それによってクリアが確定すればそのミスは無効化される。対抗手段としてはコショウをまぶしてやり過ごすか、落下するバーガーの具に巻き込んで押し潰す方法がある。
具材を落とす際には、下の材料も連鎖的に落下する。また敵が乗っていた場合は、その重量分も落下のエネルギーに利用できる。要するに具材の落とし方ひとつでゲームに戦略性を生み出している。
なお、時間が立つと敵が素早くなることから難易度は高めとなっている。

## 他機種版
| No. | タイトル                                       | 発売日                         | 対応機種                             | 開発元                                               | 発売元                                               | メディア                                           | 型式                          | 備考                           | 出典                        |
| --- | ---------------------------------------------- | ------------------------------ | ------------------------------------ | ---------------------------------------------------- | ---------------------------------------------------- | -------------------------------------------------- | ----------------------------- | ------------------------------ | --------------------------- |
| 1   | ゲームデジタル バーガータイム                  | 1982年                         | LSIゲーム機                          | バンダイ                                             | バンダイ マテル                                      | 内蔵ゲーム                                         | -                             |                                |                             |
| 2   | BurgerTime                                     | 1982年                         | Atari 2600 インテレビジョン          | マテル                                               | マテル                                               | ロムカセット                                       | MT4518 4549                   |                                |                             |
| 3   | FLバーガータイム                               | 1983年                         | LSIゲーム機                          | バンダイ                                             | バンダイ                                             | 内蔵ゲーム                                         | -                             |                                |                             |
| 4   | BurgerTime                                     | 1983年                         | Apple II Mattel Aquarius PC booter   | マテル                                               | マテル                                               | フロッピーディスク                                 | 4653                          |                                |                             |
| 5   | BurgerTime                                     | 1984年                         | コレコビジョン コモドール64 TI-99/4A | コレコ Interceptor Micros テキサス・インスツルメンツ | コレコ Interceptor Micros テキサス・インスツルメンツ | フロッピーディスク                                 | 2430 PHM 3233                 |                                |                             |
| 6   | ハンバーガー                                   | 1985年6月                      | PC-8001mkIISR MZ-80K/700/800/1500 X1 | マイコンソフト                                       | 電波新聞社                                           | カセットテープ クイックディスク フロッピーディスク | -                             |                                |                             |
| 7   | バーガータイム                                 | 1985年11月27日 1987年5月       | ファミリーコンピュータ               | データイースト 酒田SAS                               | ナムコ データイーストUSA                             | 320キロビットロムカセット                          | NAM-NBT-4500 NES-BR           |                                |                             |
| 8   | バーガータイム                                 | 1986年5月                      | MSX                                  | マイコンソフト                                       | 電波新聞社                                           | ロムカセット                                       | -                             |                                |                             |
| 9   | バーガータイム                                 | 1988年9月23日                  | ディスクシステム                     | データイースト 酒田SAS                               | データイースト                                       | ディスクカード片面                                 | DFC-BGT                       | 書き換え専用                   |                             |
| 10  | バーガータイムデラックス                       | 1991年2月15日 1991年3月 1991年 | ゲームボーイ                         | データイースト                                       | データイースト                                       | 512キロビットロムカセット                          | DMG-GMA DMG-GM-USA DMG-GM-NOE | 対戦プレイ対応                 |                             |
| 11  | Arcade's Greatest Hits The Midway Collection 2 | 1997年11月30日 1998年3月       | PlayStation                          | ミッドウェイゲームズ                                 | ミッドウェイゲームス GT Interactive                  | CD-ROM                                             | SLUS-00450 SLES-00739         |                                |                             |
| 12  | Arcade's Greatest Hits The Midway Collection 2 | 1997年                         | Windows                              | ミッドウェイゲームズ                                 | GT Interactive                                       | CD-ROM                                             | -                             |                                |                             |
| 13  | バーガータイム                                 | 2004年                         | iアプリ                              | ジー・モード                                         | ジー・モード                                         | ダウンロード                                       | -                             |                                | [ 6 ]                       |
| 14  | オレたちゲーセン族 バーガータイム              | 2005年10月27日                 | PlayStation 2                        | データイースト                                       | ハムスター                                           | CD-ROM                                             | SLPM-62695                    | アーケード版の移植             |                             |
| 15  | Data East Arcade Classics                      | 2010年2月19日                  | Wii                                  | G1M2                                                 | マジェスコ                                           | Wii用12センチ光ディスク                            | RVL-R26E-USA                  | アーケード版の移植             |                             |
| 16  | バーガータイム                                 | 2011年7月12日 2012年12月6日    | Wii                                  | デ－タイースト                                       | ジー・モード                                         | ダウンロード （バーチャルコンソール）              | -                             | ディスクシステム版の移植       | [ 7 ] [ 8 ] [ 9 ]           |
| 17  | バーガータイムデラックス                       | 2011年9月14日 2011年10月27日   | ニンテンドー3DS                      | デ－タイースト                                       | ジー・モード                                         | ダウンロード （バーチャルコンソール）              | -                             | ゲームボーイ版の移植           | [ 10 ] [ 11 ]               |
| 18  | 8ビットコレクション データイースト Vol.1       | 2018年2月28日                  | レトロデュオ （FC互換機）            | データイースト                                       | JNNEX                                                | ロムカセット                                       | -                             | ファミリーコンピュータ版の移植 |                             |
| 19  | バーガータイム                                 | INT 2020年7月30日              | PlayStation 4 Nintendo Switch        | データイースト                                       | ハムスター                                           | ダウンロード (アーケードアーカイブス)              | -                             | アーケード版の移植             | [ 12 ] [ 13 ]               |
| 20  | バーガータイム                                 | 2021年3月16日                  | Windows                              | データイースト                                       | D4エンタープライズ                                   | ダウンロード (プロジェクトEGG)                     | -                             | ファミリーコンピュータ版の移植 | [ 14 ] [ 15 ] [ 16 ]        |
| 21  | ゲームボーイ Nintendo Switch Online            | 2023年3月16日                  | Nintendo Switch                      | 任天堂                                               | 任天堂                                               | ダウンロード                                       | -                             | ゲームボーイ版の移植           | [ 17 ] [ 18 ] [ 19 ] [ 20 ] |
| 22  | G-MODEアーカイブス52 バーガータイム            | 2023年11月29日                 | Nintendo Switch                      | ジー・モード                                         | ジー・モード                                         | ダウンロード                                       | -                             | フューチャーフォン版の移植     | [ 21 ] [ 22 ]               |

LSIゲーム版
バンダイから発売された。カード型の『LCDゲームデジタル バーガータイム』とポータブル型の『FLバーガータイム』の2種が存在する。
ファミリーコンピュータ版
1985年11月27日、ナムコ（後のバンダイナムコエンターテインメント）から発売された。
MSX版
1986年、電波新聞社から発売された。
ディスクシステム版
1988年9月23日、データイーストから発売された。2011年7月12日、Wiiのバーチャルコンソールでジー・モードから配信された。
ゲームボーイ版
1991年2月15日、『バーガータイムデラックス』としてデータイーストから発売された。 全24面。対戦モードが存在し、パスワード機能もある。 ゲームボーイ版はステージが増え、4ステージクリアごとにキャラクターの寸劇的なデモ画面が挿入される。2009年9月にはナムコよりiPhone / iPod touch版がリリースされている。2011年9月14日より、ニンテンドー3DSのバーチャルコンソールで配信されている（ジー・モードによる提供）。また2023年3月16日より『ゲームボーイ Nintendo Switch Online』収録ソフトの一つとして配信開始。
PlayStation 2版
2005年10月27日、ハムスターから『オレたちゲーセン族』シリーズの一本として発売された。

## スタッフ
アーケード版
- 企画：権藤裕二 - 外部のソフトハウスによって制作された[23]。

X1版
- プログラム、アレンジ：迎夢浪漫（中村雅美）

MSX版
- アレンジ：多部田俊雄

ゲームボーイ版
- ゲーム企画：Y.GONDO
- プログラム：中村良、M.FUKUMOTO
- グラフィック：Y.YAMAMOTO、石黒誠一郎
- サウンド：濱田誠一、山仲清二、三浦タカフミ
- スペシャル・サンクス：平根康子、えびさわとしゆき

## 評価
| 項目 | キャラクタ | 音楽 | 操作性 | 熱中度 | お買得度 | オリジナリティ | 総合  |
| 得点 | 3.37       | 2.78 | 3.22   | 3.07   | 2.91     | 3.13           | 18.48 |

アーケード版
- ゲーメストムック『ザ・ベストゲーム2』（1998年）では「一風かわった濃いゲーム紹介」のページに記載されており、ライターのずるずるは「非常にコミカルで好印象の残ったゲームだ」と肯定的に評価した[30]。

ゲームボーイ版
- ゲーム誌『ファミコン通信』の「クロスレビュー」では、合計24点となっている[28]。

- ゲーム誌『ファミリーコンピュータMagazine』の読者投票による「ゲーム通信簿」での評価は別記の通り18.48点（満30点）となっている[5]。

## 続編
スーパー・バーガータイム
1990年に稼動。アーケードゲーム版のみ。前作との相違点として、2人同時プレイが可能になり、ステージ毎にボスキャラクターが登場する。また、敵の種類や主人公側の敵回避手段も増加している。
バーガータイム・ワールド・ツアー
2011年11月2日 ～ 2014年4月30日の期間限定でネット配信（PS3用・Wii用・XBox360用）。各面ステージは円柱表面形状にアレンジされ、4人同時プレイが可能。当初の名称は「バーガータイム HD」となる予定だった。
バーガータイム・パーティー
2019年10月8日にネット配信開始。Nintendo Switch用のダウンロード専用ソフトで上記の「バーガータイム・ワールド・ツアー」以来8年ぶりのシリーズ完全新作となった。

## オマージュ作品
Burger Lord
2018年11月6日よりSteam版としてネット配信開始（公式HP）。